# 冷朝陽
冷朝陽（?—?），字不詳。江寧（今江蘇南京）人。
大曆四年（769年）齊映榜進士。還等不及調官，便歸江寧省親。朝中顯貴與著名詩人李嘉祐、李端、韓翃、錢起等都替他賦詩餞行。澤潞節度使薛嵩聘為從事。唐德宗興元元年（784年），任太子正字。贞元中，兼监察御史。严羽認為冷朝阳“在大历才子中为最下”。有集一卷，已佚。《全唐诗》存诗十二首，《全唐詩外編》補一首。